# Будимир Стојановић
Будимир Стојановић (Мраморак код Панчева, 13. новембра 1952 — Београд, 9. новембра 2019 ) је био истакнути српски музички уметник, професор, шеф тамбурашког оркестра Националног ансамбла Коло и АКУД Лола.
Први контакт са музиком успоставио је преко тамбуре и у свету тамбурашке музике је био до краја живота. Дипломирао је 1985. године на Факултету музичких уметности у Београду - одсек за гудачке инструменте (контрабас, оркестарско-педагошки смер).
Добитник је Златне значке Културно-просветне заједнице Србије за 1991. годину и признања за успешан рад Заједнице музичких школа Србије, на нивоу Републике и АП Војводине. Оснивач је више тамбурашких оркестара у Србији.
Доласком у Панчево, 1994. године, постављен је на место концерт мајстора тамбурашког оркестра РТВ Панчево, затим исте године постаје шеф трзачког одсека у Музичкој школи Јован Бандур у Панчеву, где истовремено предаје и контрабас и тамбуру. Његови ученици су добитници великог броја награда и признања у земљи и региону.
Оснивач је Дечјег тамбурашког оркестра Тамбураторијум у Панчеву, са којим је постигао запажене резултате. Овај оркестар је, између осталог, понео епитет најбољег у Војводини и Србији за 2002. и 2003. годину.
У три наврата, 2000, 2002. и 2005. године, добитник је награде за најуспешнијег професора Музичке школе Јован Бандур у Панчеву, у којој је радио до пензионисања.
Иницијатор је оснивања фестивала Уметничка тамбура у Новом Саду. Био је председник актива предавача тамбуре Србије и активно је радио на усавршавању предавања овог инструмента. Аутор је Тамбурашког буквара намењеног почетницима.
Написао је и први план и програм за средњу школу за тамбурашке инструменте.
Будимир Стојановић је био на челу тамбурашког оркестра АКУД Лола од њеног оснивања, септембра 1999. године. Већ за првих пет година рада овај оркестар је постигао завидне резултате и сврстао се у најуспешније тамбурашке оркестре у Србији: прва места на београдском такмичењу “Аматери своме граду” 2000. и 2002. године (на овом такмичењу проф. Будимир Стојановић је добитник прве награде као најуспешнији уметнички руководилац), Сребрна плакета на Фестивалу тамбурашких оркестара Србије у Руми 2001. године, освајање трећег места на Фестивалу малих тамбурашких оркестара у Старчеву 2002. године итд.
Године 2010. проф. Стојановић оснива тамбурашки оркестар при Националном ансамблу Коло и постаје његов шеф.